# CD1
La família de les CD1 humanes està formada per cinc proteïnes glicosidades: CD1a, CD1b, CD1c, CD1d, CD1e que tenen polimorfisme limitat.
Les molècules CD1 es classifiquen en dos grups:
- Grup 1: format per CD1a, CD1b i CD1c
- Grup 2: representat per CD1d.

Hi ha estudis que inclouen CD1e (forma intermèdia que s'expressa intracel·lularment) dins del primer grup, però d'altres el deixen com un grup a part. Les molècules del Grup 1 presenten antígens lipídics exògens, ja que ancoren les cadenes apolars del lligand al seu lloc d'unió hidròfob. A més, exposen el grup majoritari del lligand a la superfície de la cadena pesada de les CD1, que pot ser reconegut pel TCR. Les del Grup 2 presenten antígens lipídics propis mitjançant el mateix mecanisme que les del grup 1. Als ratolins els manca el grup 1 de les molècules de CD1 i, al seu torn, tenen dues còpies de les CD1d.
Genòmica
Les molècules de CD1 no són polimòrfiques, però constitueixen una família de gens diferents. Als éssers humans, el locus CD1 conté 5 gens: cadascun dels 5 subtipus de CD1. Es troben a la regió q22-23 del cromosoma 1 (formant un clúster) i ocupen 190kb en total.
Les molècules CD1 s'expressen en :
- Cd1a : als timòcits doble i simples positius, als limfòcits T madurs de sang perifèrica activats A i a les cèl·lules de Langerhans.
- Cd1c: en una subpoblació determinada de limfòcits B. A les cèl·lules dendrítiques (quan migren de l'epidermis cap al gangli limfàtic regional) i als limfòcits T madurs de sang perifèrica activats
- Cd1b: A les cèl·lules dendrítiques (quan migren de l'epidermis cap al gangli limfàtic regional) i als limfòcits T madurs de sang perifèrica activats
- Les molècules de CD1d s ‘expressen, a baixos nivells, al timus i al citoplasma de la majoria de les cèl·lules epitelials de l'intestí prim i gros. S'expressa constitutivament en monòcits, macròfags i DC en molts estadis de maduració (les altres isomorfes necessiten activació). Les molècules de CD1e es localitzen a l'aparell de Golgi de les cèl·lules dendrítiques immadures i als lisosomes de les madures. No s'expressa a la superfície cel·lular, cosa que exclou la interacció directa amb els limfòcits T.

## Funció general
Les proteïnes CD1 intervenen en la presentació d'antígens lipídics a limfòcits T. És el complex format pel lípid i la molècula el que serà reconegut pel receptor de l'antigen del limfòcit T, i no tan sola la molècula, com en altres casos. La presentació per part de CD1 d'antígens lipídics sol provocar una resposta immune de les CD1-restricted T cells.
Estructura
CD1 és un heterodímer compost per una cadena pesada (45 kDa) que s'associa amb la cadena lleugera (12 kDa). Zona extracel·lular: tres dominis d'aproximadament 90 residus cadascun, anomenat α1, α2, α3 units per ponts intercatenaris.
Els dominis α1 i α2 constitueixen regions de contingut variable en aminoàcids (constitueixen la variabilitat de la molècula). Aquests dos dominis es combinen i formen la zona d'interacció amb l'antigen. Una de les parets del forat, està formada per una hèlix α i l'altra paret, per una altra hèlix α. La base de la fossa està constituïda per 8 làmines β plegades (cada domini aporta 4). El domini α3 és bastant constant, pertany al domini de les Ig i mostra homologia amb la β-2-immunoglobulina. El canal d'unió està format per aminoàcids neutres o hidròfobs. Això permet allotjar molècules amfipàtiques amb els residus polars que sobresurten de la ranura i estan en contacte amb els TCR. Aquest lloc d'unió és diferent en els diversos tipus de CD1, així pot presentar diferents lípids antigènics:
- Els llocs d'unió de CD1a i CD1d estan composts per dues grans butxaques que formen dos túnels. Aquestes s'anomenen A' i F' utilitzant la terminologia introduïda per a l'estructura de mCD1d.
- El de CD1b té tres butxaques (anomenades A', F' i C') més un túnel que les connecta (T'). Té d'un portal de sortida per la butxaca C' que permet encabir cadenes hidrocarbonades llargues. És el subtipus de CD1 que permet unir molècules més grans.
- CD1e quasi no té d'aminoàcids carregats a l'hèlix α1. És probable que això faciliti la interacció amb els seus lligands dins de les membranes.
- L'hèlix α-1 de mCD1d1 de ratolí adopta una conformació irregular i extensa. El mCD1d2 té 17 possibles conformacions, sis de les quals es troben al lloc d'unió.